# Ephedra sumlingensis
Ephedra sumlingensis là một loài thực vật hạt trần trong họ Ephedraceae. Loài này được P.Sharma & P.L.Uniyal mô tả khoa học đầu tiên năm 2008.